# Cessna 140
«Цессна-140» − американский легкий самолёт компании «Cessna».

## История
Первый полет совершил 8 июня 1945 года. Производство началось в 1946 году. В 1951 году снят с производства. Всего было произведено 4881 самолетов Cessna 140.

## Конструкция

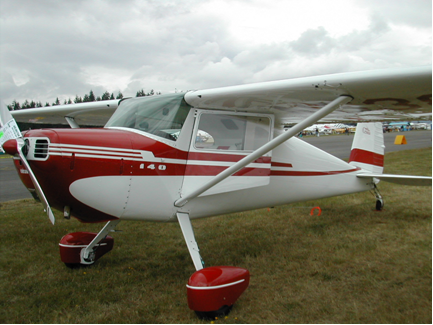
Cessna 140A

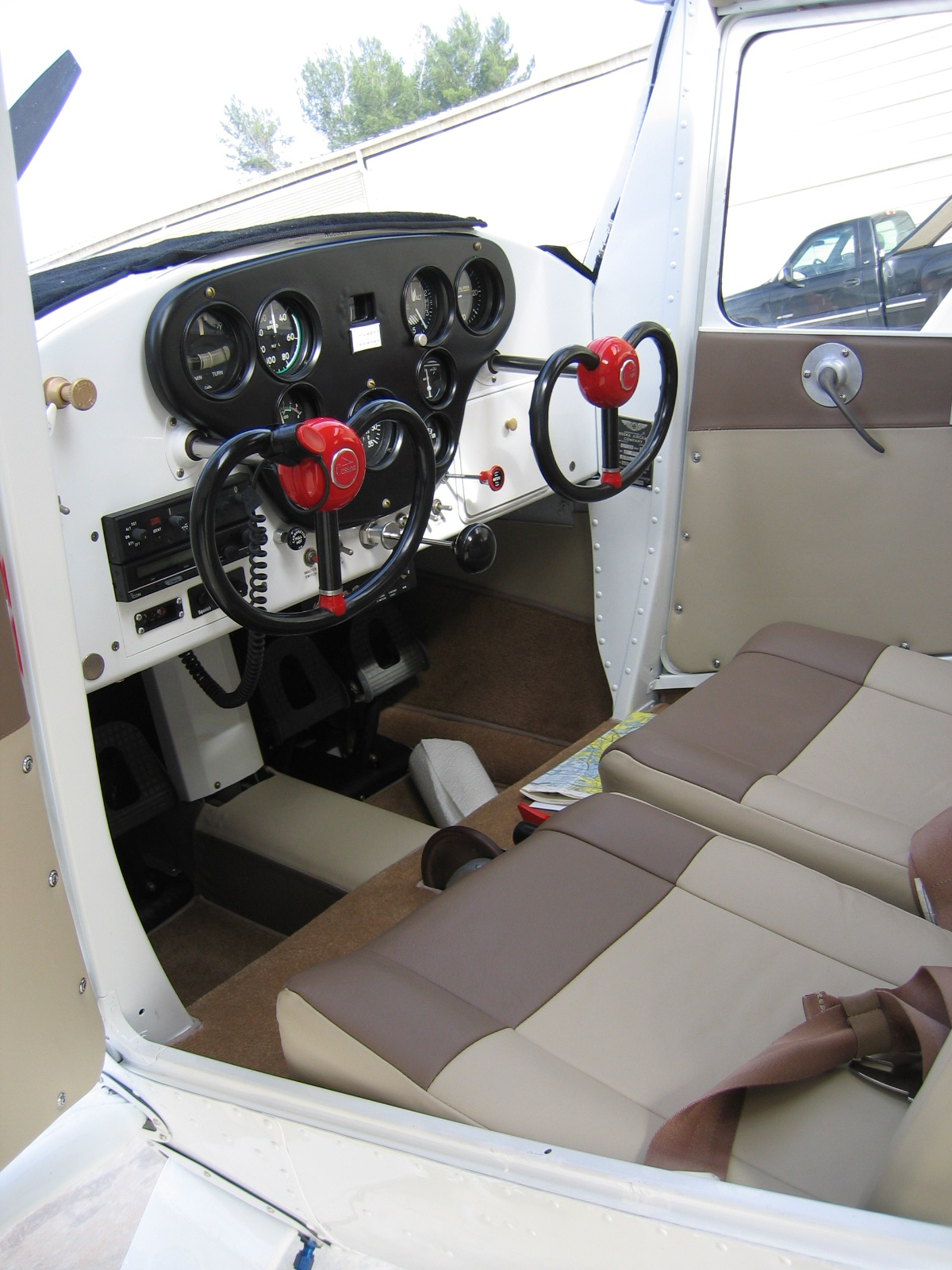
Кабина Cessna 140

Cessna 140 является дальнейшим развитием легкого самолета Cessna 120. У предшественника отсутствовали закрылки, то в Cessna 140 они имелись, что делало самолёт более пригодным в плане управления. 
Первоначально Cessna 140 оснащалась горизонтально оппозитным четырехцилиндровым поршневым двигателем с воздушным охлаждением Continental C-85-12 или C-85-12F мощностью 85 л.с. (63 кВт). 
Эта модель имела металлический фюзеляж и тканевое крыло с металлическими рулями. Самолёт производился лишь в одной компоновке, и сразу же оборудовался всем необходимым: светом, радио, аккумулятором.

## Модификации
- Cessna 140A: заменены стойки шасси; крылья изготавливались из алюминия; силовая установка — поршневой двигатель по выбору заказчика: Continental C-90-12[en] мощностью в 90 л.с. или Continental C-85-12[en] мощностью в 85 л.с.[2]

## Технические характеристики
Данные из Полного руководства по однодвигательным Cessnas, AOPA Pilot.

### Общие характеристики
- Экипаж: 1
- Вместимость: 1 пассажир
- Длина: 6,55 м
- Размах крыла: 10,16 м
- Рост: 1,91 м
- Площадь крыла: 14,80 м 2
- Пустой вес: 404 кг
- Полная масса: 658 кг
- Емкость топливного бака: 95 литров
- Силовая установка: 1 × Continental C-85[en], четырехцилиндровый, четырехтактный , горизонтально-оппозитный авиационный двигатель, 85 л.с. (63 кВт)
- Пропеллеры: 2-лопастные Sensenich

### Лётные характеристики
- Максимальная скорость: 201 км/ч
- Крейсерская скорость: 169 км/ч
- Дальность: 720 км
- Практический потолок: 4700 м
- Скорость подъема: 3,5 м/с[4]